# Tommaso Di Giulio
Tommaso Di Giulio (Roma, 17 agosto 1986) è un autore televisivo, sceneggiatore, musicista e documentarista italiano.
Il suo stile, del tutto particolare e definito dalla stampa musicale come "pop cinematografico", è stato influenzato dal sound degli artisti (da David Bowie ai Talking Heads passando per Lucio Dalla, Ennio Morricone e Franco Battiato) con cui è cresciuto.

## Biografia
Tommaso Di Giulio nasce a Roma nell'agosto del 1986 e inizia a prendere dimestichezza con il palco e con il microfono a quindici anni, grazie ad un gruppo di compagni di liceo che lo invitano a cantare in una band rockabilly.  A partire dal 2008 Tommaso gravita in svariate formazioni sia in veste di cantante che come bassista o chitarrista e realizza più di dieci colonne sonore originali per teatro, televisione e cinema.
Con l'intensificarsi dell'attività dal vivo, la conquista di premi all'interno di alcuni concorsi musicali cresce anche l'attenzione delle radio della tv (nel 2009 Tommaso duetta con Max Gazzè all'interno della trasmissione 1x1 in onda su SKY).
Nel 2011 pubblica con i Bal Musette Motel, di cui Di Giulio fa parte, l'album Tutto il male vien per nuocere che riceve il plauso di critica e pubblico. Con questo disco, nell'estate del 2012, è tra i vincitori del concorso Musicultura: arriva secondo e suona due sere consecutive allo Sferisterio di Macerata in apertura di artisti quali Francesco De Gregori, Pino Daniele, Fabio Concato e Jethro Tull.
Nel 2013 pubblica l'album Per fortuna dormo poco prodotto da Leave Music e distribuito da Universal Music Group, un album dove sonorità rock e new wave di matrice anglosassone incontrano la tradizione cantautorale italiana. L'album viene accolto con calore da critica e pubblico: "è un viaggio nelle zone di confine, nelle ore piccole, in cui surrealismo e ironia tratteggiano un'Italia dolceamara tra ballate avvolgenti e lampi d'elettricità."
L'album viene presentato in un tour che in un anno e mezzo vede Tommaso e la sua band attraversare l'Italia durante cento concerti tra cui si contano quelli a Le Scimmie di Milano, al teatro Palladium, al Circolo Degli Artisti, all'Auditorium Parco della Musica di Roma e all'Abbabula Festival di Sassari.
Durante il 2013, quattro singoli estratti da Per fortuna dormo poco vengono trasmessi da più di cento radio italiane; il brano Le mie scuse più sincere diventa la sigla del programma E…state in garage in onda Rai Isoradio. Si esibisce e viene intervistato da numerose radio nazionali, tra cui Radio 1 (nel programma Brasil) e Radio 2 (a SuperMax, Meno Male che c'è Radio 2 e Wake Up Revolution).
Nel corso del Per fortuna dormo poco tour Tommaso apre anche numerosi concerti di altri artisti tra cui Franco Battiato, Max Gazzè, Marta Sui Tubi, The Niro, Mario Venuti, Irene Grandi, Marlene Kuntz, Alessandro Mannarino, Il Muro Del Canto, Dente, Renzo Rubino.
Nell'estate del 2013 Tommaso viene invitato a suonare a Marsiglia come rappresentante italiano durante la manifestazione La fête de la musique.
Nel 2014 suona a Music Corner di Repubblica, rubrica web curata e condotta da Gino Castaldo e Ernesto Assante; al format Rocksteria condotto da Federico Fiume.
Sempre nel 2014 è ospite del giornalista Stefano Mannucci al N'importe quoi, al teatro Tirso De Molina e al Premio Bianca D'Aponte.
Nell'estate del 2014 suona e viene intervistato nuovamente da Castaldo e Assante per la loro trasmissione Repubblica web notte, è protagonista di una puntata del programma tv Ricette d'autore condotto da Gianluca Polverari e viene scelto in qualità di "artista della settimana" per MTV New Generation con il videoclip di Voglio un monitor.
A marzo 2014 parte, insieme alla sua band, per un mini tour all'estero, con due date a Parigi e una a Bruxelles.
Nel Febbraio 2015 vengono pubblicati due singoli a pochi giorni di distanza, La fine del Dopo e Dov'è l'America?, le due canzoni anticipano l'uscita del nuovo album dell'artista romano, L'ora Solare.
Nell'Ottobre 2015 duetta nell'album di Max Gazzè Maximilian nella traccia Disordine d'aprile, di cui è anche autore del testo.
Nel giugno 2016 partecipa alla settima edizione del concorso Musica da Bere, risultandone finalista.
È autore della colonna sonora di Dieci Storie Proprio Così, spettacolo teatrale in costante evoluzione (e anche un film prodotto da Rai Cinema) che tratta il tema della lotta alle mafie e che ha registrato il tutto esaurito nei maggiori teatri italiani.
Il 30 marzo 2018 esce il suo album di inediti Lingue dedicato a suo padre, anticipato dai singoli A chi la sa più lunga e Canzone per S.
Scrive il brano Ora e qui, cantato da Yuman nel corso della propria partecipazione al Festival di Sanremo 2022.

## Formazione band attuale
- Simone Empler: tastiere, pianoforte
- Stefano Vaccari: basso elettrico
- Andrea Freda: Batteria e percussioni

## Discografia

### Album
- 2011 - Tutto il male vien per nuocere (Sailor & Lula)
- 2013 - Per fortuna dormo poco (Leave Music)
- 2015 - L'Ora Solare (Leave Music)
- 2018 - Lingue (Leave Music)

### Composizioni
- 2006 - Via Tarquinia 20, spettacolo teatrale[20]
- 2007 - La corsa di Moncicci, spettacolo teatrale
- 2008 - Affari illegali di famiglia, spettacolo teatrale
- 2008 - Le invisibili, spettacolo teatrale[21]
- 2009 - Il ragazzo e la sua betoniera, spettacolo teatrale[22]
- 2009 - La lezione, film documentario
- 2010 - Ci posso offrire qualche cosa?, spettacolo teatrale
- 2011 - Per la mia strada, film documentario[23]
- 2012 - A bocca piena, spettacolo teatrale
- 2016 - Dieci Storie Proprio Così, spettacolo teatrale e documentario